# Underground : Rockers maudits et grandes prêtresses du son
Underground : Rockers maudits et grandes prêtresses du son est un album de bande dessinée documentaire français de Arnaud Le Gouëfflec (scénario) et Nicolas Moog (dessin), paru en avril 2021 chez Glénat. Il présente des portait de groupes et musiciens de rock expérimental, rock indépendant, musique expérimentale.

## Synopsis
Cet ouvrage de 312 pages, découpé en 36 chapitres et une discographie finale, mêlant textes Arnaud Le Gouëfflec et dessins de Nicolas Moog est en noir et blanc, est préfacé par Michka Assayas,.

### Groupes et musiciens
Sont brossés dans cet ouvrage les itinéraires : de musiciens et de musiciennes (Moondog, Daniel Johnston, Colette Magny, Sun Ra, Kevin Coyne, Yma Sumac, Sky Saxon, Jonathan Richman, Eliane Radigue, John Fahey, Raymond Scott, Boris Vian, Merrell Fankhauser, Lydia Lunch, Alex Chilton, Nico, Billy Childish, Eugene Chadbourne, Brigitte Fontaine, Lee Hazlewood, Kim Fowley, Patti Smith, Townes Van Zandt, Cosey Fanni Tutti, Captain Beefheart, Peter Ivers), de groupes (The Residents, Tall Dwarfs, The Cramps, Crass, Throbbing Gristle, Nurse With Wound, Un drame musical instantané), et également de sous genres : La scène de Tucson, le krautrock, le dub, les black metal.

## Accueil
La bande dessinée reçoit un bon accueil critique. Il reçoit la note moyenne de 4,38 sur 5 chez Babélio, 4,8 sur 5 chez BDfugue et de 7,7 sur 10 chez SensCritique. Odile de Plas écrit dans Télérama, « C’est simple, clair, écrit au plus près des faits, comme un dico facile à feuilleter tout en parcourant l’immensité du Web à la recherche des titres qui nous ont échappé, grâce à la discographie qui termine l’ouvrage ». Vincent Brunner écrit dans Les Inrockuptibles : « Avec la bande dessinée “Underground”, Arnaud Le Gouëfflec et Nicolas Moog rendent un hommage passionné aux grandes figures de la musique indé ».
FocusLeVif écrit : « Deux fins connaisseurs des musiques underground empilent les parcours et les portraits d'artistes qui ont eu plus d'influence que de succès. Une somme ». Frédérique Guiziou écrit dans Ouest-France : « Ces cinquante artistes excentriques ont marqué la musique. Arnaud Le Gouëfflec écrit leurs histoires, Nicolas Moog les dessine. Merci à eux de partager leurs trouvailles ! ».
LigneClaire écrit : « Un vrai travail d’explorateur, de dénicheur parmi lesquelles, pour la France, on aura une pensée émue pour Brigitte Fontaine, Boris Vian ou encore Magny ». A. Perroud écrit dans BDGest « une lecture hautement sympathique qui devrait réjouir les bédéphiles mélomanes et autres aventuriers du bizarre ». Jean-Jacques Birgé salue sur le club de Mediapart « le point de vue d'Arnaud Le Gouëfflec sur la musique hors des sentiers battus et dessine une aventure graphique exceptionnelle de Nicolas Moog ».